# Evangelion

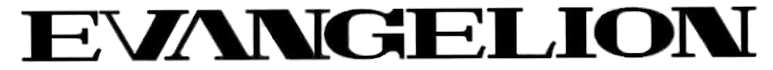
EVA标志

Evangelion（简称：EVA）是在日本科幻作品《新世纪福音战士》中出现的、用于抗击使徒的人型兵器。正式名称是泛用人型決戰兵器 人造人EVANGELION。

## 设计概念
「Evangelion」这个词来源于希腊语的「福音」（euangelion）。
设计的概念是“受拘束的巨大力量”。导演庵野秀明告诉负责设计的山下育人“像鬼一样的设定”。在人类的控制下，好不容易才被安置下来的巨人。山下育人想到了童话中的格列佛——受拘束的巨大力量。之后联想到被嵌进墙中的巨人。于是设计的时候，舍弃了TV动画中光是看到就可以感受到其性能或巨大感的这种机器人形象。
为避免赞助商插手机械的设计，于是没有找玩具公司来做赞助商，打破以往机器人动画制作的模式。
企划期间，贞本义行收看了NHK的电视节目《脑与心》，了解到情侣之间、亲子之间的牵绊与A10神经有关。突然灵感迸发并把想法告诉了庵野：「已去世的母亲存在于机器人之中，而机器人则通过孩子与母亲在精神上/心理上的纽带来操纵。而且由于在很小的时候母亲就过世了，导致亲子关系也很紧张。」以此来解释为什么操纵者是14岁的少年少女。
EVANGELION与操纵者之间就是因A10神经近同步而成为合而为一的战士，亦即利用爱的力量来操纵这种超级武器。——贞本义行

## 机体解说
EVA是为了對抗「使徒」而建造的泛用人型決戰兵器，由特務機關NERV负责建造和運用。
EVA不是人型機械人、而是人造生物，由亞當或莉莉斯複製而來的巨大人型素体覆盖上装甲板兼压制原本力量的拘束具。能够展开以及中和A.T.力场，是对抗使徒的唯一战力。
只有日本設計建造的零號機和初號機，以及使用日本設計在德國建造的貳號機才使用零、初、貳等漢字來作名稱表記，3號機以後則是使用3、4等阿拉伯數字。
對於EVA的高度，作品中並沒有給出明確數據，企划书中设定为40米:86，據傳这是庵野秀明在構思EVA時參照了昭和系超人力霸王的平均高度，而超級機器人大戰（α、MX、αIII）中的機體說明是40米、重700噸（目前為止少數有明確出處的具體數據）。
EVA必須消耗大量的電力来當活動能源，通常由「臍帶電纜」（Umbilical cable）提供電力，靠内藏電源只能活動1〜5分鐘。搭載S2機關後活動時間可以增大到無限，而4號機的S2機關搭載實驗造成美國第二支部消失的悲劇，初號機則是通過直接捕食使徒成功獲得S2機關。量產機搭載人造S2機關。

### 操纵系统
EVA需要选出適格者来操纵。操纵者（亦称驾驶员）乘坐于「插入栓」（エントリープラグ、Entry Plug）内部的操纵席，之后插入栓内注满羊水般的LCL液体以提供氧气等生命所需。再将细长的胶囊状驾驶舱「插入栓」插入EVA脊髓部并与核心连接，操纵者通过头部介面装置从A10神经开始做神经连接从而完成启动并操纵EVA，之后可利用操纵杆进入高机动模式。神经连接的同步率影响到EVA的操纵，EVA在受創時會令駕駛員認為自己受傷。为提高同步率及保护驾驶员，驾驶员通常会身着驾驶服。
专属操纵者限定为14岁的少男少女。是因为原本的EVA是没有灵魂的，为此，碇真嗣驾驶的初号机内寄宿著其母碇唯之魂、贰号机核内宿著明日香母亲之魂。
EVA胸部中心皆有一个紅色球體，名為核心，是EVA靈魂的搭載媒介。贰号机的核心可以更换。
傀儡插入栓（ダミープラグ、Dummy Plug）是为了在无人状况下操纵EVA而开发的模擬插入栓，通过移植（模仿）駕駛員的人格来与EVA进行同步。已知有两套模擬系統（傀儡系統）：搭载于初號機的系统是模仿綾波零的人格，搭载于量產機的系统是模仿渚薰的人格。

## 機體列表

### 零號機之前的EVA
零號機之前的EVA樣本，軀體均存放於NERV中央大垂直溝的收容場。從動畫片段來看，除了頭部與脊椎骨以外其他身體部分通通遭到解剖，其外型與零號機相當類似，絕大多數複製人都是與零號機相同的單眼，但也有出現複眼的突變樣式。在真正成功的原型機零號機出現以前，起碼製造了不下百架的試作品，由此可見製造EVA時NERV砸下了相當大的金額。

### 零號機
試作零號機（EVA-00 PROTOTYPE）
零號機是最早開發成功的試用型EVA，駕駛者是第一適格者綾波零。頭部設計與之前失敗的嘗試類似，但為單眼。頭部頂端的兩枚鏡片似乎是為了彌補單眼視覺在立體感的不足。
最初機體同之前的試用型一樣為橘黃色塗裝，但在與使徒Ramiel的戰鬥中盔甲受損。修復後稱作零號機改，塗裝改為藍色並在肩部裝甲追加吸附翼和高振動粒子刀。
零號機中的靈魂一直是不解之謎。雖然零可以和零號機同步，但新世紀福音戰士的電視版本一直沒有出現與零號機靈魂有關係的資料，唯一的提示是零號機兩次暴走中的行動及律子說的話。現時比較流行的說法分別是赤木直子說、碇唯說及無魂說。當中無魂說能解釋比較多的疑團，但障礙有二，一是沒有靈魂在內的早期EVA機型是否啟動及保護駕駛員、其次是無法解釋律子認為零號機想攻擊她。至於碇唯說，因律子在介紹模擬駕駛艙（Dummy Plug）的時候提到靈魂未能數位化，而且真嗣不能操控零號機，所以說法正確的可能性比其他說法低。赤木直子說的主要障礙是直子憎恨零（直子遇到第一個零時才知道源堂一直只把她看待成工具），所以零號機理應拒絕和排斥零。
因為試驗型的身份令其配備較初號機及二號機差，所以零號機在戰鬥中多是擔任後援的角色。
在電視版消滅第十六使徒－子宮天使時零號機吸納使徒並自爆，而零號機改和第二個零也在該次戰鬥後永遠從戰鬥名單中除名（零號機自爆，而第二個零也在爆炸中身亡）。
在新劇場版登場中，一直保持黃色的塗裝。與第十使徒交戰使用N2炸彈進行自殺式攻擊，但仍無法突破第10使徒的AT力場，在獸化2號機的幫助下成功突破並引爆，但仍未造成損傷，後被第10使徒吞噬吸收。

### 初號機

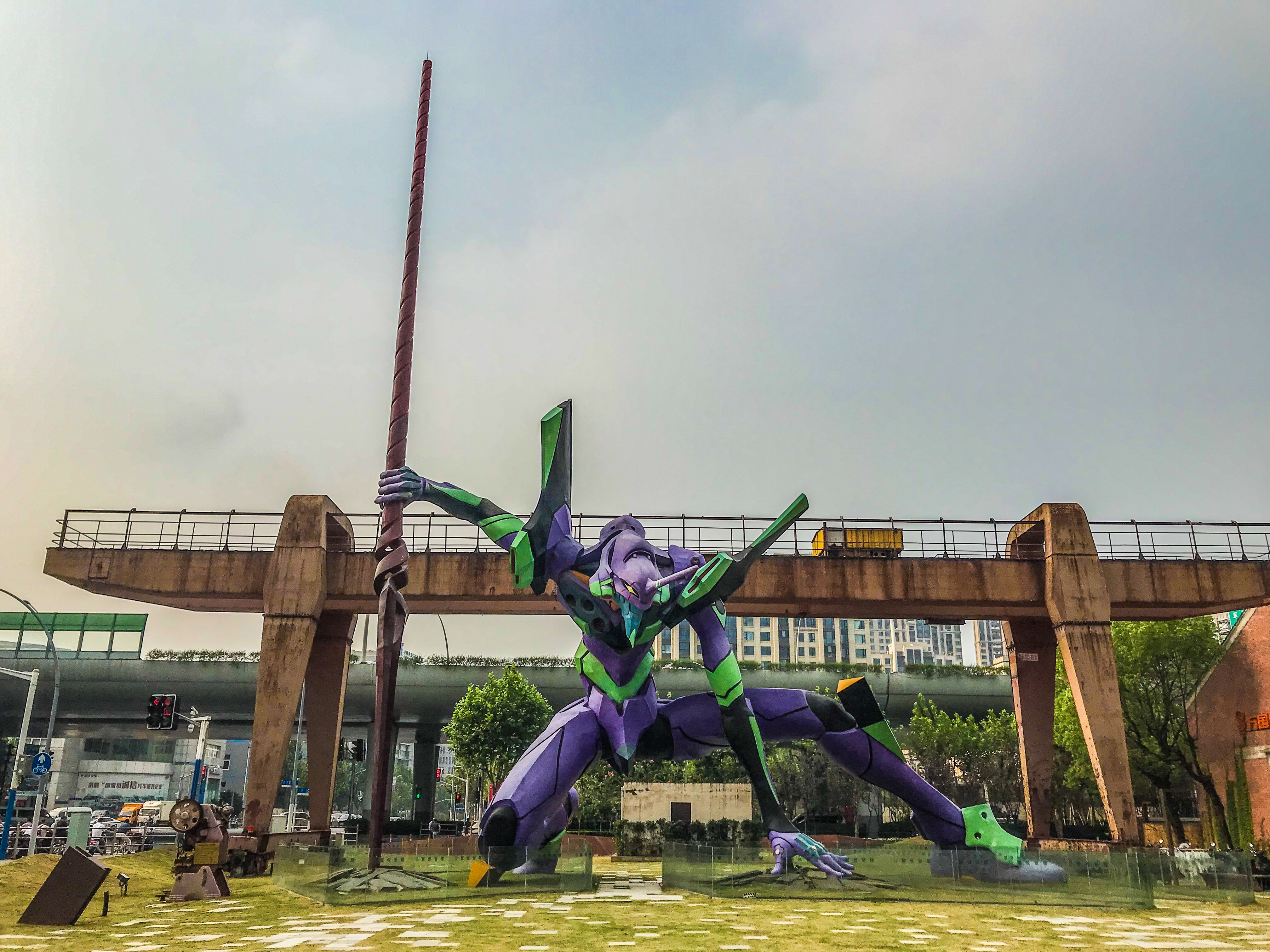
位于静安新业坊的EVA初号机，高25.06米

試驗初號機（EVA-01 TEST TYPE）
寄宿著碇唯靈魂的EVA。塗裝為主色系為紫色，副色系為螢光綠，強調整部機體的異型感，駕駛者是第三適格者碇真嗣。
外型與其他的EVA可說是天壤之別，頭盔如同獨角獸般的銳角設計，以及具有人形但更偏於獸性般的銳利雙眼設計，嘴的部分在暴走狀態下還能開闔，具有利牙能啃食對方，而最明顯的不同處在於平坦的片狀胸部裝甲版，以及有稜有角的外表。據說初號機稜稜角角的外表，是為了在暴走時帶給敵人身體巨大損傷所配置的，擁有攻擊型裝甲的設計概念。
標準武裝為裝置在左肩拘束器上的高振動粒子刀，而初號機有專屬的式樣，與普通的粒子刀相比，更具殺傷性及恐怖的破壞力。
允許暴走的（失控）系統是令初號機迥異於其他EVA的原因之一，總共暴走過4次，似乎每次都是為了救真嗣而觸發暴走。暴走狀態時的初號機有著超頻的性能，其攻擊模式會完全改變，用拳頭、銳爪、咬合及AT力場戰鬥。速度會有大幅的提升，而且也拋棄了人的形態。攻擊變得殘暴、敵我不分，甚至能將使徒直接當成食物般吞噬肚中，思考性傾向於弱點攻擊，且主要攻擊使徒的要害—核心。
因機體的特異性而時常做為作戰時的殺手鐧，但暴走系統一旦啟動後，想讓其機體停止就必須等到能源用盡，因此除非戰況惡劣，NERV盡可能不想讓初號機使用到該系統。
其中與夜天使的戰鬥更令夜天使的身體四分五裂，血流如注。在電視版中總共暴走了三次，該三次的戰鬥的對象分別為水天使，夜天使及力天使。當中暴走目的都是為了保護駕駛員碇真嗣。在第一次的暴走中，初號機表現出嫻熟的戰鬥技巧，而且懂得攻擊使徒的核心（當時是初號機第一次的戰鬥，而真嗣更是完全在狀況外的就被推上戰場），似乎顯示EVA也有自我的思維。第三次的暴走令初號機的行動模式回覆到野獸般的狀態，而且吞食了力天使（第十四使徒）的S2機關，SEELE事後的討論說那是一個「永久動力機關」，而初號機則變相成為了神一般的存在，因此SEELE事後將初號機封印。
初號機是在EVA中最先擁有S2機關的特殊核心機體，該機體擁有了（理論上）無限的動力，加上有著生命之果的使徒肉體（因此擁有極優秀的自我再生能力）和智慧之果的碇唯靈魂（TV版第一話，初號機自發性的保護真嗣，似乎是因為如此），而成了近乎於神的存在，這也是SEELE所不樂見的。在劇場版中，初號機會被當作第三次衝擊的儀式道具也是因為如此。
新劇場版中，其腹部及胸部裝甲有一部分改為螢光綠色，專用粒子刀改為摺疊式。在劇場版破中，提示了靠駕駛員強烈戰鬥意識而覺醒的可能性。
與第10使徒交戰覺醒，和原作一樣擁有了強大的AT力場，全身螢光綠裝甲變換成紅色，以AT力場建構左臂，並可將之壓縮彈射，眼部和使徒一樣可發出光束攻擊，頭上出現光環，在吸收第10使徒後擴散引發第三次衝擊，新劇場版的覺醒和原作有差異，一，新劇場版的覺醒是有意識的覺醒（為了救回綾波零），而原作則無意識的。二，新劇場場版中的覺醒成神化狀態，原作則是變成獸化狀態。
整體的設計比起機器人，更像是真正有知性與獸性結合的生物，這樣的設計概念奠定了之後的機器人動畫，初號機算是動漫產業作品中生化機器人設計概念上的始祖。（不過在EVA之前就有類似的生物融合機械人出現，比如五星物語裡的電氣騎士MH和丹拜因裡的奧拉戰士）
制式型EVA眼睛數目：貳號機是四個，3、4號機是兩個。

### 貳號機
實用型貳號機（EVA-02 PRODUCTION MODEL）
- 共通
  - 世上第一台為實戰而製造的EVA，也是第一架不需外部指令就能由駕駛員從EVA外部自行啟動的EVA（此处的驾驶员是指渚薰，其使徒的灵魂能够和复制自第一使徒、并且封闭了内心的EVA二號機产生共鸣）。
  - 外表塗裝為紅色，機體結構與零號機（改）相當類似，但血液顏色是紫色（新劇場版為紅色），眼睛數目為四顆。
  - 標準武裝為高振動粒子刀，與初號機一樣擁有專屬款式，與其他EVA所持有的震動粒子刀不同的是，刀刃較脆而且為可替換式，在戰鬥中損壞也可即時更換（類似於現實生活中可替換刀刃的美工刀），擁有高水準的破壞力。
  - 零件的設計和製造在日本，最終的組裝和啟動實驗則在德國。[9]:104
- 動畫
  - 駕駛員為惣流·明日香·蘭格雷。在TV版第八話初登場，並和第六使徒對戰，這也是EVA第一次在水中迎擊使徒。
  - 初期表現亮眼，但後期因駕駛者明日香的內心崩潰及對EVA的不信任感，同步率降至10℅以下而無法活動，後由第五適任者渚薰（同時也是十七使徒）接手駕駛員職務。
  - 曾使用S型裝備執行任務。
  - 渚薰被消滅後，戰自派兵攻打NERV。覺醒了的明日香駕駛二號機痛擊戰自大隊，當中更使用了AT力場攻擊（是第二架運用AT力場作攻擊用途的EVA）；雖然電源被截斷，但是仍將戰自全滅。在電源僅剩三分二十幾秒的艱難狀況下，還是將9架裝備了S2機關的EVA量產機擊破。但是EVA量產機擁有不可思議的再生能力，貳號機造成的損傷完全無效。貳號機在電力耗盡前被EVA量產機展開其武器內藏的仿製隆基努斯之槍貫穿左眼部，以致無法行動，被EVA量產機分屍、啃食而殲滅，死狀極慘。
- 漫畫
  - 漫畫中的駕駛員亦為惣流·明日香·蘭格雷。
  - 渚薰成為二號機駕駛員後有一次正式出擊，對手為子宮天使。
  - 根据漫畫中The End of Evangelion部份的劇情，二號機再次對上EVA Series。因為初號機先現身，量產機才隨後復活，因此二號機免於被分屍的命運。
  - 和The End of Evangelion不同的是，因為二號機還未被量產機啃食，因此精神狀態復原的明日香有再次和真嗣對話（The End of Evangelion的真嗣則是接近崩潰）。
- 遊戲
  - 遊戲中的駕駛員亦為惣流·明日香·蘭格雷，所有的EVA遊戲都會登場。而於有收入Evangelion的超級機械人大戰也是全部有登場，並且除了F及F Final外有「A.T.力場」作為最終武器。
  - 於超級機械人大戰的The End of Evangelion劇情當中，明日香及二號機都能存活，並獲得幫助以打敗Eva Series。

### 3號機
實用型3號機（EVA-03 PRODUCTION MODEL）。部分作品作：參號機
- 共通
  - 基於美國強烈要求之下與肆號機同時製造的福音戰士，建造地為在麻薩諸塞州的NERV第二支部，外表塗裝為黑色，眼睛數目有兩顆，血液顏色為紅色。在肆號機於S2機關實驗被消滅後送到日本，但在運送過程中遭使徒-霰天使巴迪爾寄生、啟動實驗時開始活動並毀了松代實驗場。手臂能伸長應是使徒能力所造成，造成一半機械化的肉體結構有七成結構變異為生物化，可做出機械不可能做出的柔軟動作。
- 動畫
  - 動畫中的駕駛員為鈴原冬二，參號機後被擬人操縱模式中的初號機嚴重破壞，先被初號機掐斷脖子，再拋到地面上（其實使徒在此已經死亡）。初號機先掀起其胸部的裝甲，再把其頭顱壓爆。初號機繼續攻擊其身軀，更把手腳扯斷。最後初號機把插入栓攥碎后才停止行動。戰鬥後參號機的血液遍佈河流兩岸，體內器官亦散滿一地。駕駛者鈴原冬二也在戰鬥受重傷，需要切除左腳。
  - 動畫中的霰天使巴迪爾編號為第13使徒。
- 漫畫
  - 漫畫中的駕駛員亦為鈴原冬二，初號機與使徒的戰鬥亦差不多，但冬二在漫畫中是直接死亡。
  - 漫畫中的霰天使巴迪爾編號為第8使徒。
- 遊戲
  - 遊戲中的駕駛員亦為鈴原冬二，絕大部分的EVA遊戲都會登場。較值得一提的是「碇真嗣育成計畫」中的參號機會因為遊戲路線不同不會被使徒寄生，而是改成冬二內心矛盾造成參號機暴走，最後不會被破壞。
  - 依遊戲的不同，霰天使巴迪爾的編號也都不盡相同。
- 新劇場版
  - 新劇場版中的駕駛員為式波‧明日香‧蘭格雷。遭使徒寄生後拘束具掙脫從肩膀多出兩條手臂進行攻擊。其遭遇與動畫版無異，但沒有與2號機及零號機交戰，而初號機行動比動畫版更殘忍暴力，五臟六腑被初號機扯出後啃食，最後3號機慘遭初號機分屍，而插入栓更是被初号机咬碎。
  - 新劇場版中的使徒編號為第9使徒。

### 4號機
次世代試驗4號機（EVA-04 NEXT GENERATION TESTBED）
- 共通
  - 位於美國NERV第二支部所製造，於設定中和其他EVA有很大的不同，其外表裝甲有很強烈的金屬感，外表塗裝為銀色，眼睛數目有兩顆，血液顏色為紅色。
  - 於S2機關實驗時連同在美國內華達州的第二支部一起消失。
  - EVA四號機及NERV第二支部是直接消失而並非爆炸。
  - 該事故原因是人造的S2機關開啟了狄拉克之海，導致兩者一起被吸入而消失。
- 動畫
  - 據電視版的資料，四號機的S2機關在啟動時發生暴走，開啟了空間與狄拉克之海的連接，導致第二支部被狄拉克之海吸入。至於意外發生的原因，從設計出錯到材料強度不足等錯誤多達35,000項，足可見人類為了保存自身而不惜使用未知的技術。（另一种说法是SEELE故意用来销毁四号机）在此意外後，S2機關的研究停止了。在四號機消失的意外發生後，美國急忙將EVA三號機的起動實驗轉移到松代實驗場進行，以免再次發生意外，這間接導致了EVA三號機的悲劇。
  - 於The End Of Evangelion中S2機關再次出現，而且已經開發成功，搭載在EVA Series上。在此之前，只有EVA初號機擁有S2機關。
  - 在動畫中並沒有直接出現。
- 玩具
  - 山口式可動玩具系列推出過四號機玩具，武器是類似HK MP5冲锋枪、火箭筒、盾牌，有美式風格。
- 遊戲
  - 鑑於Evangelion遊戲之世界觀有別於原作，在部份遊戲作為可使用的隱藏機體出現。依遊戲不同，有渚薰駕駛，也有相田劍介駕駛。在EVA的柏青哥系列遊戲中，只要玩家達成一定條件，渚薰就會駕駛持有隆基努斯之槍的四號機登場。通常作為SEELE的王牌即人類補完計劃順利進行的保險，在NERV側的EVA處於劣勢時，以壓倒性的戰力殲滅使徒。
  - 於所有收入了Evangelion的超級機械人大戰作品皆沒有登場。
- 新劇場版
  - 在《破》故事中盤提及，連E計畫負責人赤木律子都不曉得詳細情形，對外公佈於美國支部進行延長EVA啟動時間的實驗時發生意外，連同支部與週遭設施一同消滅，促成美國將3號機送往日本NERV本部，但實驗意外的實際原因不明。
  - 另外存在著稱為Mark.04的系列，脫離以往的人型外觀擁有Mark.44A、Mark.44B、4444C等至少六種型號，訊號和使徒一樣是藍色。
- 大阪環球影城4D劇場 EVANGELION THE REAL 4D
  - 改編自新劇場版破的結尾，並未在美國消失而是在NERV本部進行啟動實驗，由真希波駕駛與觀眾一同乘坐。途中第十使徒入侵，由零、一、二、四號機一同對抗。其餘與劇場版相同，零號機被吞噬而初號機覺醒，其中四號機獸化，雙臂變形為類似蝙蝠的翅膀。

### 量產機
量產型5〜13號機（EVA-05〜13 MASS PRODUCTION MODEL）
- 共通
  - SEELE啟動人類補完計劃的備用方案的一部分，亦是它用來對NERV的EVA們以毒攻毒的秘密武器。設想的十二台因時間與成本問題，僅完成了九台。由分佈於世界各地的另外七個NERV支部製造，這七個支部所在地可能是：美國麻薩諸塞州、中國、俄羅斯、德國、日本松代、英國及法國。
  - 機身塗裝以白色爲主，黑色為輔，機體構造和一般的EVA非常不同。胸部以上至頭部呈粗壯流綫型並用同樣的加固塑料覆蓋，頭部除了一張大得誇張的巨嘴，沒有任何其他器官。嘴呈長形，有鮮紅色的巨大肌肉唇、金屬牙、灰色舌頭並能產生大量的唾液。量產機胸部和肩部更窄嘴部更寬，裝甲（或者說拘束器）有所減少，除此之外身體和一般EVA并無太大分別。量產機最大的特徵便是賦予其飛行的能力的巨型機械翼翅，它們展翅後的行爲風格比起像人更像是鳥類（鴿子或禿鷹），落地後則可以將巨翅完全收束在後背。
  - 量產機全部成功搭載人造S2機關，因此可以無限續航而不需以任何形式補充能源，同時它們具有像使徒一樣的自我修復能力，可謂不死不滅，是最接近使徒生命體的機種。
  - 量產機的兵器是一把灰黑色的超大型雙刃盾劍，沉重之餘而威力强悍。它的真身是朗基努斯之槍的仿造品，能夠變形成和它一模一樣的造型，但是顔色依舊是灰黑色。變換形態後，除了不能與莉莉絲執行人類補完計劃外，仿造槍和真槍並無二致，它能自由伸縮，能自己產生動能，能突破AT力場，自然也能壓制EVA和使徒這類生命體。盾劍的真貌在戰鬥末尾，才作爲量產機的殺手鐧被祭出。
  - 量產機由SEELE通過基於渚薰的傀儡系統（Dummy System，台灣版翻譯成「擬人操縱模式」）直接控制，因此沒有駕駛員，避免了無可預料的人類駕駛員舉動。
  - 單機戰鬥力不盡人意，及不上一般EVA，但當成群結隊的量產機帶著不死之身來襲時，依舊是勢不可擋的超强戰力。
- TV劇場版
  - 於The End of Evangelion中段登場，在二號機擊敗戰自後，被運輸機從空中投擲，在二號機頭頂盤旋一陣後降落與其對戰。9台量產機被二號機在數分鐘内逐個擊破，當二號機打算殲滅最後兩台量產機時，一台量產機復活並將盾劍擲向二號機，被二號機截住後，盾劍變成朗基努斯之槍並自行貫穿了二號機的AT力場和頭部，將電量耗盡的它釘在了地上。二號機停止運作後，適才被其擊殺的量產機全部復活並露出詭笑，它們張開翅膀，像野鴿撲食一般撕碎二號機。二號機暴走再啓動後，量產機又在空中一起投擲仿製長槍將它插成刺蝟。最後量產機將二號機分尸，將其殘肢像戰利品一樣帶到天上。
  - 在實行人類補完計劃時，量產機與初號機共同形成卡爾巴拉生命之樹[注 6]作為人類補完計劃的一部分，量產機用朗基努斯之槍的複製品刺穿自己。第三次衝擊後，量產機以被釘死於十字架的姿勢跌落地球。
- 漫畫
  - 於第十二卷登場，和TV劇場版一樣在相同的地點和時間點成為二號機的對手，不同之處在於初號機在不久也加入戰鬥，使二號機免於被分尸的命運。但由於量產機人多勢衆加上恢復力太强，仍舊將EVA逼入了絕境。結局同動畫版，但被新生世界的人們當做神祕的遺跡看待。
- 遊戲
  - 於大部份EVA遊戲中會登場並成為敵人。
  - 在有The End of Evangelion的超級機械人大戰作品中會登場，並成為敵人。劇情仍然是二號機獨力對抗量產機(MX，α及3α)。

## 新劇場版的EVA

### 2號機
- 正式名称：泛用人型決戰兵器 人造人Evangelion 正規實用型2號機（先行量産型）（Evangelion Production Model-02）
  - 在新劇場版中，外型有明顯的改變，例如塗裝的顏色有改變，特別是頭部有一對角，武器方面更增設了一對類似日本刀的近戰兵器（芬里爾之刃）。
  - 曾使用F型裝備從天而降，並於落地前單機打敗使徒。
  - 在劇情中出現過將2號機的核心卸除的畫面。似乎是正式量產型才有的機能。
  - 駕駛者是式波·明日香·兰格雷，但與第10使徒決戰時，則改由真希波‧真裡‧伊拉崔亞斯負責。
- 2號機獸化
  - 新增Beast Mode，參考初號機的暴走系統設計而成，於Beast Mode是把2號機人工造成類似於暴走的狀態，被稱為「2號機獸化」，可自由控制使用時機，處於駕駛員真希波‧真理‧伊拉崔亞斯的控制之下。必需斷開電源供應，並且解開拘束具。從身體中的展開綠色棒狀物似乎也是拘束具的一部份。Beast Mode能讓EVA2號機擁有超乎想像的速度及力量，但駕駛員及EVA本身皆需要承受極大痛苦。战斗时可用利齿进行撕咬，以及多了四肢利爪的攻擊模式。
  - 最後仍是不敵第10使徒，並且機體嚴重受損。後被改造成「改2號機」。
- 改2號機
  - 以隸屬WILLE陣營的EVA登場，受損的頭部和左臂部位安裝了機械化的外裝。初號機奪還作戰時的型態為「改2號機β」，此役之後登場的改裝型態為「改2號機γ」。左臂的機械臂部為可替換多樣化零件和武裝。
- 改2號機獸化
  - 「Code 777」模式，改2號機的獸化第四形態。比第二型態獸化更接近生物化，類似貓科動物，包括尾巴、後肢及足部特徵。
- 新2號機α
  - ||中登場，改2號機的殘肢加以自NERV巴黎支部獲得的JA-02新造而成，真希波稱之為「二合一型２號機」。重武裝形態，擁有單獨的動力供電系統，軀幹零件裝備著和背部裝備著大量導彈，搭載著機槍、雙刃、鋸等多種武裝作戰。
- Code 999型態
  - 2號機的最終型態。切換「Code 999」之後，全限制解除，右肩部拘束具裝備的三枚注射罐（INJ Tank）將使徒之血(Angel Blood)導入機體內；軀體巨大化，能以AT力場形成軀幹，如同第九使徒自肩部生長出第二雙手臂，頭部和眼部特徵也突變為更趨於生物化。遭到瞬間覺醒的第13號機擊潰兩對手臂後制服，插入栓從核心部位拔除後，軀幹化為LCL崩毀，僅存頭部。

### Mark.04（也称为人造使徒）
EVANGELION Mark.04
非人型EVA，但多部位具有典型EVA特徵，塗裝為與初號機相似的紫色以及綠色，沒有插入栓或駕駛員，血型種類與使徒相同為藍色波形。與4號機關係不明。
EVANGELION Mark.04 (Code 04A)
US作戰時於出沒於衛星軌道。以「Mk.04A」顯示，Wille之後以「Code 4A」稱之。裝備反A.T.力場功能的足部搭配圓盤基座射出的散彈作戰，機體展開著多重結構的A.T.力場，在宇宙空間中航行。最後遭到8號機擊落。
EVANGELION Mark.04 (Code 04B)
US作戰時潛伏於收藏著初號機的封印棺上，能延伸出摺疊收納的AT力場反射膜，核心基座能在反射膜上移動，能釋放無法中和的光束，成功破壞改2號機的左腕。遭到短暫覺醒的初號機擊破。
EVANGELION Mark.04 (Code 04C)
襲擊AAA WUNDER的EVA，被稱為涅墨西斯（復仇女神）系列，以「Code 04C」顯示。以偽裝繭潛伏於海面之下，釋放出將接觸物體消滅的光之柱，將Wille艦隊包圍，對其進行飽和攻擊。
EVANGELION Mark.44A（フォーツーエー）
航空特化型，能自主飛行。登場於巴黎作戰的EVA之一，以兩台EVA以上下靠背方式縫合。肢部末端是以數枚EVA肩部拘束具的螺旋構造、頭部裝配兩副使徒假具，中央配載複製型的朗基奴斯之槍以做為攻擊手段。
EVANGELION Mark.44B（フォーツービー）
電力供應特化型。登場於巴黎作戰的EVA之一，以電力供應裝置連接兩機胸腔部位以上相互連結的EVA，合體為一單體的型態，以正步的方式進行移動，通過兩機EVA的AT力場互相摩擦產生電力，在巴黎作戰中十具44B和一具444C一同自偽裝繭中出沒。
EVANGELION Mark.4444C（フォーフォーシー）
搭載陽電子砲的陸上專用機型。登場於巴黎作戰的EVA之一，下半身為鑽頭結合軟體動物觸手部位的型態，上半身為抬轎式搭載著陽電子砲和集電弓的四機EVA。以違反了梵蒂岡條約禁止EVA投入軍事用途而製造的EVA；透過Mark.44B縮減了陽電子砲的蓄電時間，可短時間內達成陽電子砲的再發射。

### 暫設5號機
- 封印監視特化限定兵器 人造人Evangelion　局地限用型暫設5號機（EVANGELION PROVISIONAL UNIT-05）

出现在《福音战士新剧场版：破》中的机体，由真希波·真理·伊拉絲多莉亞斯駕駛。與強調泛用性的其他EVA不同，是北極的NERV伯大尼基地為了監視、封印、研究在這裡發現的第3使徒而開發，能活用基地內設施，必要時殲滅使徒的特殊機型。由於登場時是緊急趕製而成的機體，駕駛服還是舊式不合身，同步時會比較痛苦。加上內部和手腕透過電纜連接，限制了操縱者的動作流暢性，機體各部位的管制與操作系統都相當地粗糙。
塗裝以綠色為主的5號機，上額及下顎部的裝甲部份呈錐狀突出，眼睛部份由V字形的黃色眼罩遮蓋。雙手方面，左手為簡易式朗基努斯長槍（類似中世紀時代歐洲騎士的長槍），而右手則是鉗子。腳部由四個用肢狀結構所連接的輪子組成，移動速度及靈活性比兩腳的EVA高。在電影中未能確認5號機有沒有核心，5號機的電力來源並非以往的電纜，而像纜車那樣由肩甲上的集電弓從坑道內的管線取得動力（從電影中可以見到因兩者摩擦而出現的火花）。
5號機的操作方式不同於其他EVA。從真希波的駕駛過程中可以看見，5號機的視覺不是由駕駛艙提供，而是一個由駕駛員戴著，紅色的頭盔提供。另外，神經的連結方式是由六根綠色條狀物把駕駛員手腳和EVA連接，而在5號機的腳損毀的時候真希波並未感到痛楚，可以猜測5號機的腳部是機械結構。
此外，前作「序」的下集預告裡5號機有短暫曝光，那時候看起來是雙足構造，並且雙手為類似長槍與鑽頭的形狀，機體呈現茶色，與正片登場時的外觀有很大不同。

### Mark.06
- 正式名称：Evangelion Mark.06

由使徒渚薰駕駛，SEELE稱之為「真正的EVA」，冬月耕造則稱Mark.06為「真正的神」，外裝與初號機有少許接近，頭上有角及光環，塗裝為藍色，眼睛由紅色V字型眼罩遮蓋，底下的眼睛也和初號機相似。在「序」「破」的預告中稱為EVA6號機，但劇中均以Mark.06稱之。具有與初號機覺醒後相同的光環，還有著飛行能力。
Mark.06由SEELE在月球基地建造，似乎是把月球上戴著近似七目耶和華之眼（即TV版的莉莉絲面具）的白色巨人安裝EVA的外裝打造而成。
《福音戰士新劇場版：破》終盤，渚薰駕駛Mark.06自空中投出卡西烏斯之槍擊穿初號機中止擬似第三次衝擊。
在《福音戰士新劇場版：Q》中，是以被加持阻止的第三次衝擊時的狀態出現，Mark.06與莉莉絲的無頭身體融合，兩把長槍貫穿身體，根據渚薰的說法，當時已經改造為遠端操作型。
13號機拔出兩支朗基努斯之槍後，莉莉絲的頭顱和身體爆炸，Mark.06恢復原貌，藏於體內的第12使徒甦醒；改2號機和8號機未能阻止Mark.09砍下Mark.06的頭部釋放第12使徒。之後13號機吞噬第12使徒，令第13號機變為疑似神化形態，從而引發第四次衝擊。
在最終作於美里關於第三次衝擊的回憶中登場，在第三次衝擊中下半身與斷頭後的莉莉絲融合，手拎斬下的莉莉絲斷頭。加持良治犧牲自身結束第三次衝擊後，Mark.06與莉莉絲融合的姿態停留於中央大垂直溝最深處。

### Mark.07
- 正式名称：Evangelion Mark.07

EVA7系列；量產型。頭部是骷髏狀，機體修長，機身和額頭分別印烙新舊NERV徽章，塗裝色為米白色，頭部安裝人造使徒光圈，沒有插入栓和臍帶纜線的插入座。除了以噬咬為攻擊手段，壓倒性的龐大數量也使WILLE側兩機EVA消耗大量武裝彈藥，自NERV本部群體出擊，擁有群聚性。

### 8號機
- 泛用人型決戰兵器 人造人Evangelion 正規實用型（WILLE改装）8號機（Evangelion Production Model Custom Type-08）

出现在《福音战士新剧场版：Q》中的机体。粉色涂装，拥有八眼，隶属于反nerv组织wille，善用枪械进行远距离支援作战，驾驶员則是由真希波·真理·伊拉絲多莉亞斯擔任。在wille进行的太空回收被封印初号机的“US作战”中，使用AA狙击枪可穿透AT力場，另有非AA的手槍但有強大穿甲力，两发即打掉Mark.09的头部，在近地轨道上为2号机提供远程火力支援，之后因轨道高度不足降落。
- 泛用人型決戰兵器 人造人Evangelion 正規實用型（WILLE改装）8號機β 臨時戰鬥形態（Evangelion Production Model Custom Type-08 β-ICC）

8號機損毀後的臨時型態，上半身的生體部位被包裹，受損的雙臂移除，以搭載機槍的機械鉗臂取代。在巴黎支部擊敗EVANGELION Mark.04系列。
- 泛用人型決戰兵器 人造人Evangelion 超極限空間対応用特殊装備追加可能型　改8号機γ 両腕暫定的補強仕様（Evangelion Production Model Custom Type-08γ）

自NERV巴黎支部取得相容零件改造而成的型態，真希波說明其型態特性為「重疊對應型」（オーバーラッピング対応型），於南極投入實戰。雙臂安裝了補強零件，並搭載dragon carrier系統，可收容武裝，除了以支援形式進行作戰，也可透過dragon carrier擊打敵機。
- +4in1（プラス・フォー・イン・ワン）[15]

EVANGELION 8+9+10+11+12號機，捕食Opfer系列EVANGELION Mark.09-A、10、11、12四機後的型態，擁有四重光圈（捕食一機Opfer型即生出一輪光圈），可發射使徒光束和航行負宇宙的能力，透過咬斷Mark.09-A右臂補修戰鬥受損的斷肢，吞噬Mark.10後再造出左臂，並產生A.T力場侵吞Mark.11，通過吞噬Opfer系列機型繼承了「亞當的容器」的能力；將蓋烏斯之槍送抵EVANGELION Imaginary (エヴァンゲリオン・イマジナリー）中真嗣的所在，在額外衝擊的儀式中最後出現在恢復原狀的海洋，真理自機體上一躍而下之後消失，並稱之為「最後的EVANGELION」。

### Mark.09
- 正式名称：Evangelion Mark.09

塗裝色和外貌酷似零號機，出現在《福音戰士新劇場版：Q》中的機體。由綾波零 (暂称) 駕駛。
亞當的容器（アダムスの器），AAA Wunder原先的動力來源。能夠展開光圈，覺醒後不再受到駕駛員控制，在無頭的狀態下仍可發射使徒光束襲擊AAA Wunder。斷頭處新生出異於零號機，擁有十二眼型態的全新頭部，機體塗裝也變化成黑色，生體侵蝕AAA Wunder，企圖自初號機奪回控制系統。與獸化模式的改2號機交戰，頸部遭到改2號機咬噬斷裂。機體由核心組成，因此核心無論遭到多少次破壞都可以復原。

### EVANGELION Opfer系列
- 塗裝色：

　橘∕黑（Mark.09-A）、紅∕黑（Mark.10）、藍∕黑（Mark.11）、白∕黑（Mark.12）
作為「亞當的容器」（アダムスの器）而生的同型機種，同時以Opfer系列稱之；駕駛員為四名進化版的綾波型系列。以EVANGELION Mark.09再製造機體「Evangelion Mark.09-A」、「Evangelion Mark.10」、「Evangelion Mark.11」、「Evangelion Mark.12」，分屬NHG1至4號艦。
臉部分別依序覆蓋「IX」、「X」、「XI」、「XII」刻字的類使徒假面，除了上半部的部分塗裝，機體其餘部分沒有差異，假面下藏有十二眼型態，可發射使徒光束。Mark.09-A侵蝕AAA Wunder時遭到改8號機突襲，咬斷右臂後吞噬核心，之後所有機種依序被改8號機捕食。

### 第13號機
- 正式名称：Evangelion 第13號機（Evangelion 13）

最後的EVA型號，機體結構和其他EVA大相逕庭，被碇源堂稱為第四次衝擊之儀式中的「最後道具」。配色酷似初號機，但在紫色的基礎上增加了更多的黃黑紅三色元素，初次亮相于《福音战士新剧场版：Q》。唯一一台搭載雙插入栓操作系統的EVA，意即為由兩人同時操作，有兩雙眼睛和兩對手臂（一對眼睛對應一位駕駛員，上排對應駕駛員α,下排對應駕駛員β），身材也比其它EVA型號更加高大。雖然設計爲雙人操作，但單人同樣也可以驅動第13號機，同時也不會因爲其中一個駕駛員死亡或離開而停止運作。它由第三次衝擊中四個Adams中的最後一個製成，所以也有「Adams的幸存者」之名。與初號機同被譽為「神之EVA」，地位和戰力一同立於頂點，初號機象徵「希望」，第13號機則象徵「絕望」，兩者完全同步，互相熟知，如同朗基奴斯之槍和卡西烏斯之槍，是形同相對的存在。
第13號機爲了執行儀式而生，所以並沒有配備常規武器，而且也沒有製造AT力場的能力,取而代之的是四枚叫做「RS Hopper」的浮游裝置，會依照駕駛員的意思移動和產生AT力場作為防守之用。第13號機可以像使徒一樣從眼部發射光綫，威力相當巨大，足以一發擊破使徒化的明日香，但這一着在《福音战士新剧场版：終》中才展示出來。第13號機其實暗中搭載了傀儡系統以保證任務確實執行，在該系統上綫後其眼睛會由黃色流綫狀變成赤色的腫脹狀。使用尼布甲尼撒之匙後的碇源堂可以遠程操作第13號機。
本機於《福音战士新剧场版：Q》的劇情中段完成，建造場地位於NERV的本部。當時表現為13號機從一個充滿疑似LCL液體的紅色「卵」中破繭而出，情形如同羊水膜破裂後新生兒出世，其另外兩隻手交叉放在胸口並由裝甲包覆隱藏。第13號機有獨一無二的解開中央大垂直溝封印的能力，其任務便是突破封印並將插在莉莉絲身上的兩把長槍拔出來。但在接近長槍途中，渚薰忽然察覺到異樣而陷入沉思，此時第13號機也遭遇到2號機和8號機的阻擊。真嗣獨力操作機體一輪戰鬥后甩飛2號機，不顧渚薰勸阻一意向長槍進發。在接近長槍後，渚薰的操作權限被計劃好于此刻上綫的傀儡系統篡奪，兩雙眼睛化爲紅色並露出真面目，胸前的交叉裝甲內部的一對手破出，兩對手齊力將兩把朗基努斯之槍拔起。吞吃逃出來的第12使徒並吸收了其生命之果後，第13號機覺醒。其肩膀裝甲脫落，長出紅色尖角，機通體變白同時肩膀紅色尖角變白形成「翼」，身後出現大小兩光圈，進入了可能是擬似神化第3+狀態(近乎等同神的存在)，左右手各握一桿長槍衝上半空並且打開了靈魂之門(Guf之門)。後來，渚薰以雙槍刺入13號機，並企圖以自己的死中斷儀式，然而第13號機正是為了避免駕駛喪命中斷儀式才被設計為雙人搭乘，此時第13號機雖然下排眼睛熄滅，但并未停止行動。最後駕駛8號機的真希波一躍而上強制排出了真嗣的駕駛栓，第13號機失去兩個駕駛員終於關機，由白恢復成原紫色塗裝。靈魂之門完全關閉，第13號機也因沒有駕駛員操作而直接墜落到地面上，失去蹤影。
《福音战士新剧场版：終》中經過綿長的修復階段後再次作爲儀式執行者登場，揭露已在「Q」達成讓其覺醒的目標，并且這次是由碇源堂來操作。第13號機秒殺並吞噬使徒化的明日香後，再次變爲Q中出現過的全白神化狀態，成爲發動衝擊的媒介，並帶著初號機一起進入反宇宙。一番波折后真嗣在反宇宙中奪取初號機和第13號機大打出手，但在武力上完全不是對手，兩者於是展開對話。最後，爲了讓真嗣創造新的世界，第13號機擁抱著初號機，將蓋烏斯之槍插入胸口，同時貫穿所有EVA,將它們從世上徹底消除。碇源堂也了了他與其妻碇唯死在一起的心願。

### 臂部UNIT
腕ユニット；《福音戰士新劇場版：終》豋場的神祕兵器，量產型。以一對酷似第13號機的手臂連接一枚核心為一單體，單手持高振動粒子刀，以彈跳的形式進行移動，動作靈活而難以捕捉，同時也以自爆為攻擊手段。在NERV本部第13號機重新啟動前埋伏前來將它破壞的新２號機與改８號機，成功摧毀改８號機的雙臂。

## 遊戲的EVA

### 甲、乙號機
隸屬於SEELE的兩部EVA，出現PS2遊戲「戰鬥交響曲」。
甲號機(EVA Alpha)外表塗裝為綠色，最大的特色是配備了八個浮游砲。除了自動追蹤目標、滯空進行定點射擊外，也可命其滯空後由本體朝浮游砲發射光束，使光束產生折射以進行全方位攻擊。
乙號機(EVA Beta)駕駛員為渚薰，外表塗裝為金黃色。具有翅膀，配備武器為單手用的長劍。

## 影响
- 「EVA賽車隊」于2010年结成，Super GT2010登場[18]
- 2015年11月推出“500 TYPE EVA 新幹線”[19]